# Àngel Ribera i Arnal
Àngel Ribera i Arnal (Barcelona, 13 de març de 1909 – Cabrils, 13 de febrer de 2002) fou un jugador d'escacs català, campió de Catalunya d'escacs. Un dels més actius escaquistes catalans de la història, fou també àrbitre d'escacs, monitor d'escacs, i promotor dels escacs de base. Obtingué els títols de Mestre Català i de Mestre Nacional. Va ser guardonat el 1979 amb la Insígnia de Plata de la Federació Catalana d'Escacs. Va rebre també la distinció de Forjador de la Història Esportiva de Catalunya de la Generalitat

## Biografia

### Els inicis: 1926-1928
Ribera va començar a familiaritzar-se amb els escacs l'any 1926 al Futbol Club Martinenc, i s'afilià l'any següent al Foment Martinenc. Estava també vinculat a la secció d'escacs del Casal Catòlic de Sant Andreu, centre relacionat amb la família Ribera. Enre 1928 i 1931 va guanyar els campionats socials d'aquesta entitat, jugant totes les partides a la cega, a causa de la gran diferència de joc que hi havia amb la resta de participants. El 1928, amb només 19 anys, va quedar subcampió absolut de Catalunya (el campió fou: Josep Vilardebò), i fou seleccionat per a participar en l'Olimpíada d'escacs de 1928 a La Haia.

### Participació en Olimpíades: 1928-1930
Ribera va representar Espanya en dues Olimpíades d'escacs oficials, els anys 1928 i 1930.
| Any  | Olimpíada     | Ciutat  | Tauler | Guanyades | Taules | Perdudes | Punts | %     | Class.Equip |
| ---- | ------------- | ------- | ------ | --------- | ------ | -------- | ----- | ----- | ----------- |
| 1928 | II Olimpíada  | La Haia | 4t     | 2         | 3      | 11       | 3,5   | 21,9% | 17è (de 17) |
| 1930 | III Olimpíada | Hamburg | 4t     | 2         | 6      | 7        | 5     | 33,3  | 16è (de 18) |

### El Torneig de Barcelona de 1929
El 1929 prengué part al Torneig Internacional de Barcelona que se celebrà entre el 24 de setembre i l'11 d'octubre amb motiu de l'Exposició Universal. Ribera va fer 4,5 punts de 14 possibles, inclosa una victòria sobre el mestre italià Mario Monticelli. El torneig el guanyà l'exCampió del Món José Raúl Capablanca, però és especialment conegut pel fet que Savielly Tartakower, que quedà segon classificat, hi creà l'obertura catalana.

### De 1930 a la Guerra Civil
En el període entra 1930 i 1936, Ribera va jugar molts torneigs, i moltes partides contra jugadors d'alt nivell. El 1933 fou Campió de Catalunya, per davant de Pere Cherta. El mateix any fitxà pel Club d'Escacs Barcelona, el club més antic de l'estat espanyol, i en aquell moment un dels més potents. El 1934 participà en el fort Torneig Internacional de Sitges, on fou 9è (el campió fou el GM hongarès Andor Lilienthal).

#### 1935: Alekhin i Capablanca
El juliol de 1935 fou segon (rere Vicenç Almirall) al Torneig Nacional pel Campionat d'Espanya celebrat a Madrid (posteriorment, a l'octubre, Almirall jugà i perdé el matx pel títol contra Ramón Rey Ardid). Al Torneig de Barcelona de 1935, fou 8è (el campió fou Salo Flohr). El mateix any 1935 va tenir l'oportunitat de jugar (en simultànies) contra dos Campions del Món: el 27 de gener Aleksandr Alekhin jugà 13 simultànies amb control de temps al Club d'Escacs Barcelona (amb el resultat de +10 =3 -0) i Ribera fou un dels tres jugadors que aconseguiren entaular. El 8 de desembre José Raúl Capablanca jugà deu simultànies amb control de temps al Club d'Escacs Barcelona (amb el resultat de +9, =0, -1) i Ribera fou un dels perdedors.

### De la postguerra als anys 70
Va participar en molts torneigs internacionals, i fou campió al Torneig Internacional de Santander i subcampió de l'Internacional de Berga de 1951, superant jugadors de la talla de Nicolas Rossolimo, Arturo Pomar, Antonio Medina, i Jaume Lladó (el campió fou: Alberic O'Kelly).
El 1958 fou subcampió de Catalunya (el campió fou Miquel Albareda i també subcampió d'Espanya a València, el campió fou Arturo Pomar). Malgrat els seus grans resultats d'aquest any, estranyament, no va ser convocat per a participar en l'Olimpíada que s'havia de celebrar a Múnic

### Campionats de veterans: 1970 en endavant
A partir dels anys 70, Ribera es va implicar molt en tasques organitzatives i de promoció dels escacs. El 1970 organitzà el primer campionat escolar de Catalunya. Va destacar també com a jugador veterà, i guanyà el campionat d'Espanya de gent gran 7 cops, el primer l'any 1975, i posteriorment de manera ininterrompuda entre 1977 i 1981. El 1982 fitxà pel Club d'Escacs Sant Andreu. El 1984 va crear el Departament de Gent Gran de la Federació Catalana d'Escacs.